# Akira Sasō
Akira Sasō (jap. さそう　あきら, Sasō Akira; * 9. Februar 1961 in der Präfektur Hyōgo) ist ein japanischer Mangaka.
Der in der Präfektur Hyōgo geborene Sasō wuchs in Bombay auf und studierte an der Waseda-Universität Literatur. Für sein Debütwerk Shiroi Shiroi Natsuyanen (シロイシロイナツヤネン) erhielt er 1984 den Großen Chiba-Tetsuya-Preis. Für Shindō (神童) wurde er 1998 mit dem Exzellenz-Preis beim Japan Media Arts Festival und 1999 mit dem Preis für Exzellenz des Osamu-Tezuka-Kulturpreises ausgezeichnet. Seit 2006 hält er Vorlesungen über Mangakunst an der Seika-Universität in Kyōto.